# Barrio Santa Cruz, Santo Domingo Petapa
Barrio Santa Cruz är en ort i Mexiko.   Den ligger i kommunen Santo Domingo Petapa och delstaten Oaxaca, i den sydöstra delen av landet, 500 km sydost om huvudstaden Mexico City. Barrio Santa Cruz ligger 273 meter över havet och antalet invånare är 201.
Terrängen runt Barrio Santa Cruz är kuperad åt nordväst, men åt sydost är den platt. Runt Barrio Santa Cruz är det ganska tätbefolkat, med 86 invånare per kvadratkilometer. Närmaste större samhälle är Matías Romero, 12,5 km nordost om Barrio Santa Cruz. Omgivningarna runt Barrio Santa Cruz är en mosaik av jordbruksmark och naturlig växtlighet.